# Welcome to Japan, Ms. Elf!
Welcome to Japan, Ms. Elf! (jap. 日本へようこそエルフさん。 Nihon e yōkoso erufu-san.) – seria light novel napisana przez Makishimę Suzuki i zilustrowana przez Yappen. Początkowo ukazywała się w serwisie Shōsetsuka ni narō jako powieść internetowa. Następnie została nabyta przez wydawnictwo Hobby Japan, które publikuje ją od sierpnia 2018 pod imprintem HJ Novels. Na jej bazie powstała manga zilustrowana przez Shimo Aono, która jest publikowana w serwisie Comic Fire od grudnia 2018. Na podstawie light novel studio Zero-G stworzyło także serial anime, który emitowano od stycznia do marca 2025.

## Fabuła
Kazuhiro Kitase od dziecka śnił każdej nocy o świecie fantasy. Pewnego dnia, gdy eksploruje go wraz ze swoją elfią przyjaciółką Marie, oboje giną w starciu ze smokiem. Ku swojemu zaskoczeniu budzą się w jego domu w Japonii i wkrótce odkrywają, że za każdym razem, gdy Kazuhiro zasypia lub umiera w świecie fantasy, on i każdy, kogo dotyka, zostają przeniesieni z powrotem do Japonii. Następnie mogą wrócić do drugiego świata, ponownie zasypiając. Od tej pory dwójka regularnie podróżuje między światami – Kazuhiro pomaga Marie odnaleźć się we współczesnej Japonii, a w jej świecie wyruszają na kolejne przygody, stopniowo sprowadzając do Japonii kolejnych towarzyszy.

## Bohaterowie
- Kazuhiro Kitase (jap. 北瀬一廣 Kitase Kazuhiro) / Kazuhiho (jap. カズヒホ)

Seiyū: Yūsuke Kobayashi 
- Marie (jap. マリー Marī) / Mariabelle (jap. マリアーベル Mariāberu)

Seiyū: Kaede Hondo 
- Wridra (jap. ウリドラ Uridora)

Seiyū: Yumi Uchiyama 
- Mewi (jap. ミュイ Myui)

Seiyū: Rico Sasaki 

## Light novel
Seria początkowo była publikowana serwisie Shōsetsuka ni narō jako powieść internetowa, a jej pierwszy rozdział został zamieszony 22 lutego 2017. Później została ona nabyta przez wydawnictwo Hobby Japan, które wydaje ją jako light novel z ilustracjami Yappen pod imprintem HJ Novels od 25 sierpnia 2018.
| Nr | Data wydania (język japoński) | ISBN (język japoński)  |
| -- | ----------------------------- | ---------------------- |
| 1  | 25 sierpnia 2018              | ISBN 978-4-7986-1735-0 |
| 2  | 22 grudnia 2018               | ISBN 978-4-7986-1843-2 |
| 3  | 24 maja 2019                  | ISBN 978-4-7986-1912-5 |
| 4  | 21 września 2019              | ISBN 978-4-7986-2001-5 |
| 5  | 22 lutego 2020                | ISBN 978-4-7986-2107-4 |
| 6  | 22 lipca 2020 (ebook)         |                        |
| 7  | 19 lipca 2021 (ebook)         |                        |
| 8  | 19 października 2022 (ebook)  |                        |
| 9  | 19 października 2023 (ebook)  |                        |
| 10 | 18 stycznia 2025 (ebook)      |                        |

## Manga
Adaptacja w formie mangi zilustrowanej przez Shimo Aono ukazuje się od 24 grudnia 2018 w serwisie Comic Fire wydawnictwa Hobby Japan. Pierwszy tom tankōbon został wydany 27 maja 2019.
| Nr | Data wydania (język japoński) | ISBN (język japoński)  |
| -- | ----------------------------- | ---------------------- |
| 1  | 27 maja 2019                  | ISBN 978-4-7986-1935-4 |
| 2  | 27 marca 2020                 | ISBN 978-4-7986-2155-5 |
| 3  | 27 sierpnia 2020              | ISBN 978-4-7986-2251-4 |
| 4  | 1 marca 2021                  | ISBN 978-4-7986-2431-0 |
| 5  | 1 września 2021               | ISBN 978-4-7986-2585-0 |
| 6  | 1 marca 2022                  | ISBN 978-4-7986-2652-9 |
| 7  | 29 września 2022              | ISBN 978-4-7986-2884-4 |
| 8  | 1 maja 2023                   | ISBN 978-4-7986-3071-7 |
| 9  | 28 grudnia 2023               | ISBN 978-4-7986-3332-9 |
| 10 | 1 sierpnia 2024               | ISBN 978-4-7986-3562-0 |

## Anime
Adaptację anime zapowiedziano 28 grudnia 2023. Później potwierdzono, że będzie to serial telewizyjny wyprodukowany przez studio Zero-G i wyreżyserowany przez Tōru Kitahatę. Za scenariusz odpowiada Aya Yoshinaga, postacie zaprojektowała Madoka Hirayama, która pełniła również funkcję głównego reżysera animacji, a muzykę skomponowała Kanako Hara. Seria była emitowana od 10 stycznia do 28 marca 2025 w stacji AT-X. Motywem otwierającym jest „Palette Days” autorstwa Rico Sasaki, natomiast końcowym „Yummy Yummy” w wykonaniu Kaede Higuchi i Kanae. Prawa do streamingu serii nabył Crunchyroll.

### Lista odcinków
| №  | Tytuł | Premiera         |
| -- | --- | ---------------- |
| 1  | Good Morning, Ms. Elf. Ohayō, Erufu-san. (おはよう、エルフさん。)                                                       | 10 stycznia 2025 |
| 2  | Have a Katsu-don, Ms. Elf. Katsu-don desu yo, Erufu-san. (カツ丼ですよ、エルフさん。)                                   | 17 stycznia 2025 |
| 3  | Lost Magic Stones Ushinawa reta maseki (失われた魔石)                                                                   | 24 stycznia 2025 |
| 4  | Good Night, Ms. Elf. Oyasumi nasai, Erufu-san. (おやすみなさい、エルフさん。)                                           | 31 stycznia 2025 |
| 5  | Illusory Swordsman Mugen kenshi (夢幻剣士)                                                                              | 7 lutego 2025    |
| 6  | It’s French Cuisine, Ms. Elf. Furenchi desu yo, Erufu-san. (フレンチですよ、エルフさん。)                               | 14 lutego 2025   |
| 7  | Shining Magic Stone Kagayaku Maseki (輝く魔石)                                                                          | 21 lutego 2025   |
| 8  | Welcome to Japan, Ms. Arkdragon. Nihon e yōkoso, Madō-ryū-san. (日本へようこそ、魔導竜さん。)                           | 28 lutego 2025   |
| 9  | Oracle and Honest Tenkei to guchoku (天啓と愚直)                                                                        | 7 marca 2025     |
| 10 | A Fun Ancient Labyrinth Tanoshii kodai meikyū (楽しい古代迷宮)                                                          | 14 marca 2025    |
| 11 | Two People and One Furry Friend, Strolling Through Aomori Burari Aomori, futa-ri to i-ppiki. (ぶらり青森、二人と一匹。) | 21 marca 2025    |
| 12 | It’s a Blizzard of Cherry Blossom Petals, Ms. Elf. Sakura fubuki desu yo , Erufu-san. (桜吹雪ですよ、エルフさん。)      | 28 marca 2025    |